# جنی اوهارا
جنی اوهارا (انگلیسی: Jenny O'Hara؛ زادهٔ ۲۴ فوریهٔ ۱۹۴۲) یک بازیگر سینما، و هنرپیشه اهل ایالات متحده آمریکا است. وی از سال ۱۹۷۵ میلادی تاکنون مشغول فعالیت بوده‌است.

## گزیده فیلمشناسی
از فیلم‌ها یا برنامه‌های تلویزیونی که وی در آن نقش داشته‌است می‌توان به آثار زیر اشاره کرد.
- آخرین زوج آمریکا (۱۹۸۰)
- ارباب آرزوها (۱۹۹۷)
- رودخانه میستیک (۲۰۰۳)
- مردان چوب‌کبریتی (۲۰۰۳)
- شیره (فیلم) (۲۰۰۹)
- شیطان (فیلم ۲۰۱۰) (۲۰۱۰)
- خیابان‌های سان‌فرانسیسکو (۱۹۷۵)
- کارآگاه راکفورد (۱۹۷۵)
- فرشتگان چارلی (مجموعه تلویزیونی) (۱۹۷۶)
- کوجک (مجموعه تلویزیونی) (۱۹۷۷)
- داستان‌های باورنکردنی (سریال تلویزیونی) (۱۹۷۷–۱۹۸۴)
- مورفی براون (۱۹۸۸)
- فرصت‌های شغلی (۱۹۹۱)
- نمایش درو کری (۱۹۹۵)
- بخش فوریت‌های پزشکی (مجموعه تلویزیونی) (۱۹۹۶)
- نانسی درو
- ریبا (۲۰۰۳)
- قاضی ایمی (۲۰۰۳)
- جراحی پلاستیک (مجموعه تلویزیونی) (۲۰۰۴)
- شش فوت زیر زمین (۲۰۰۵)
- سی‌اس‌آی (۲۰۰۵)
- آناتومی گری (مجموعه تلویزیونی) (۲۰۰۵)
- بوستون لیگال (۲۰۰۶)
- عشق بزرگ (۲۰۰۶–۲۰۰۹)
- دکتر هاوس (۲۰۰۷)
- ان‌سی‌آی‌اس (۲۰۰۸)
- سوپرنچرال (۲۰۱۴)
- پرورشگاهی‌ها (مجموعه تلویزیونی) (۲۰۱۷)